# Siddhartha (roman)
Siddhartha je naslov romana njemačkog pisca Hermanna Hessea objavljenog 1922. godine.

## Radnja
Siddhartha ((njem.) (Siddhartha. Eine indische Dichtung) je alegorijski roman njemačkog književnika Hermanna Hessea koji je objavila izdavačka kuća S. Fischer Verlag 1922. Roman govori o mladom Siddharthi koji napušta svoju obitelj i svećenstvo da bi izgradio svoje vlatstite poglede na život. Kroz razmišljanja, pratimo Siddharthine misli u asketskom životu u poređenju s hedonističkim gradskim načinom života. Siddhartha je uvjeren da se do istine o postojanju može doći samo kroz životno iskustvo i to je ono što mu daje snagu da ide naprijed.

## U modernoj kulturi
- Po Hesseovu romanu Siddhartha je 1972. snimljen film
- Slovenski rock-sastav Siddharta uzeo je ime po naslovu Hesseova romana